# Saison 2008 des Twins du Minnesota
La saison 2008 des Twins du Minnesota est la 108e saison en Ligue majeure de baseball pour cette franchise et la 48e depuis son installation à Minneapolis en 1961. À égalité avec les White Sox de Chicago à la première position de la division Centrale de la Ligue américaine, les Twins sont contraints de disputer un match de barrage. Une courte défaite de 1-0 lors de cette rencontre jouée à Chicago empêchent les Twins de se qualifier en séries éliminatoires.

## La saison régulière

### Classement
| Ligue américaine (Division Centrale) | V  | D  | %     | GB   |
| ------------------------------------ | -- | -- | ----- | ---- |
| White Sox de Chicago                 | 89 | 74 | 0.540 | --   |
| Twins du Minnesota                   | 88 | 75 | 0.543 | 1    |
| Indians de Cleveland                 | 81 | 81 | 0.500 | 7.0  |
| Royals de Kansas City                | 75 | 87 | 0.463 | 13.0 |
| Tigers de Detroit                    | 74 | 87 | 0.460 | 13.5 |

## Statistiques individuelles

### Batteurs
Note: J = matches joués, AB = passage au bâton, H = coup sûr, Avg. = moyenne au bâton, HR = coup de circuit, RBI = point produit
| Joueur | J | AB | H | Avg. | HR | RBI |
| ------ | - | -- | - | ---- | -- | --- |

### Lanceurs partants
Note: J = matches joués, IP = manches lancées, V = victoires, D = défaites, ERA = moyenne de points mérités, SO = retraits sur prises
| Joueur | J | IP | V | D | ERA | SO |
| ------ | - | -- | - | - | --- | -- |

### Lanceurs de relève
Note: J = matches joués, SV = sauvetages, V = victoires, D = défaites, ERA = moyenne de points mérités, SO = retraits sur prises
| Joueur | J | SV | V | D | ERA | SO |
| ------ | - | -- | - | - | --- | -- |